# Villa di Chiavenna
Villa di Chiavenna là một đô thị ở tỉnh Sondrio trong vùng Lombardia của Italia, có vị trí khoảng 100 km về phía bắc của Milano và khoảng 35 km về phía tây bắc của Sondrio, ở biên giới với Thụy Sĩ. Tại thời điểm ngày 31 tháng 12 năm 2004, đô thị này có dân số 1.109 người và diện tích là 32,7 km².
Đô thị Villa di Chiavenna có các frazioni (các đơn vị cấp dưới, chủ yếu là các làng) Canete, Case Foratti, Case Scattoni, Chete, Dogana, Giavera, Ponteggia, San Barnaba, và San Sebastiano.
Villa di Chiavenna giáp các đô thị: Bondo (Thụy Sĩ), Castasegna (Thụy Sĩ), Novate Mezzola, Piuro, Soglio (Thụy Sĩ).